# Schloss Erbach (Odenwald)

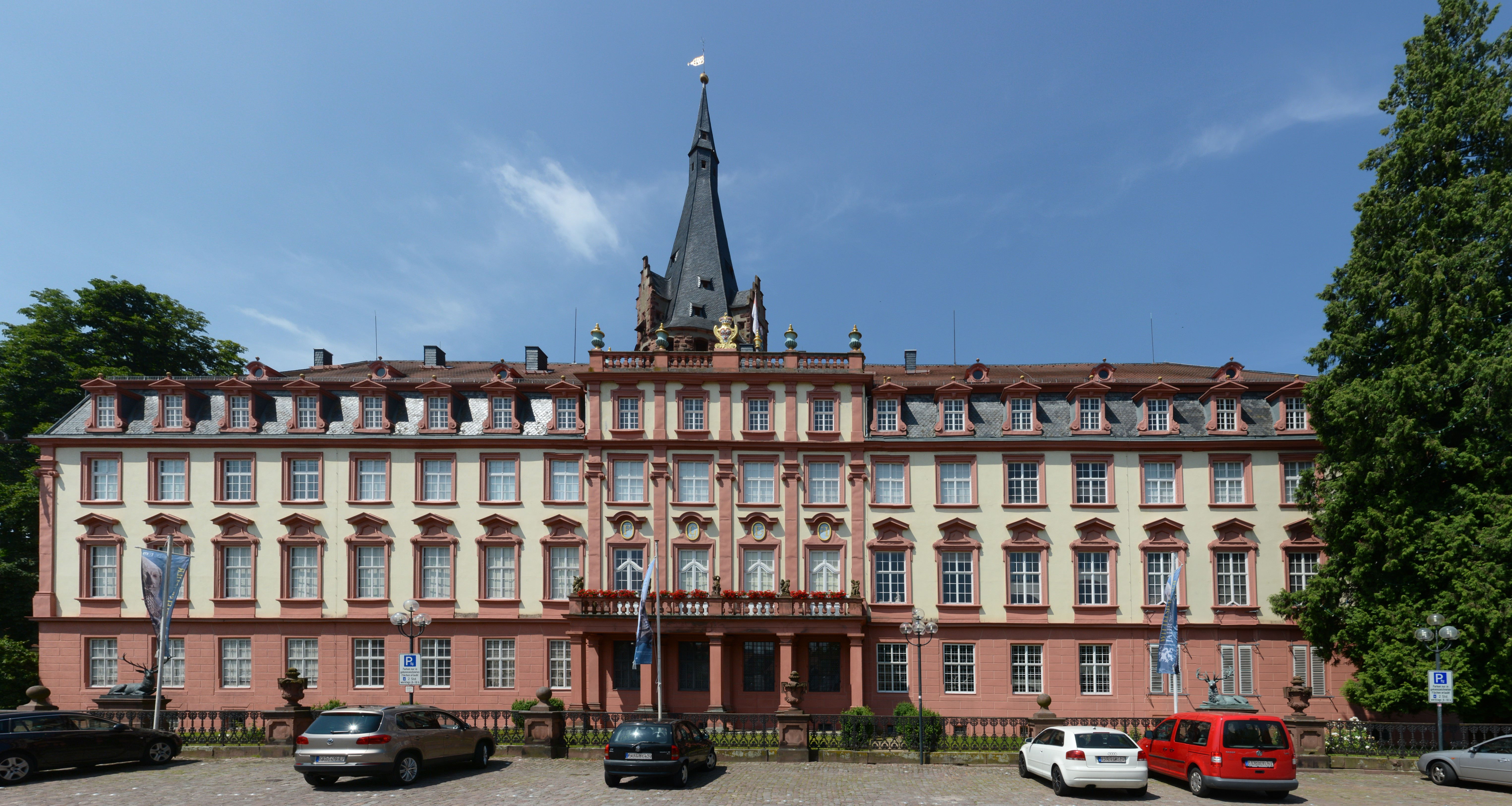
Hauptgebäude, Marktplatzseite

Das Schloss Erbach  liegt im Zentrum der Stadt Erbach (Odenwald) und ist der Wohnsitz der Familie Erbach-Erbach. Es entstand im Hochmittelalter; der heute sichtbare Bestand geht aber im Wesentlichen auf Umbauten in der ersten Hälfte des 18. Jahrhunderts zurück. Das Schloss beherbergt unter anderem die bekannten Antikensammlungen des Grafen Franz I. zu Erbach-Erbach.

## Mittelalterliche Burg

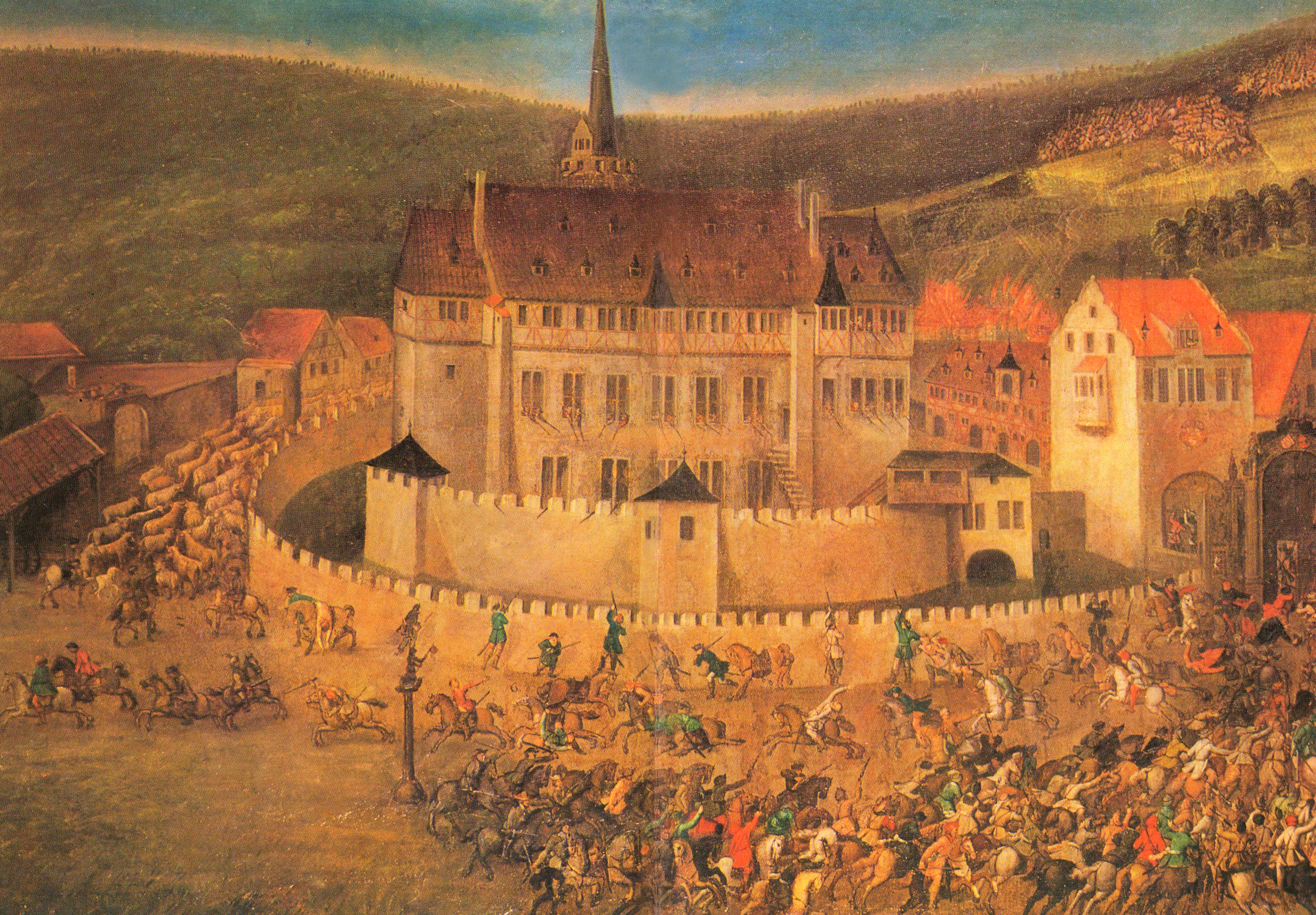
Aussehen des Schlosses 1623

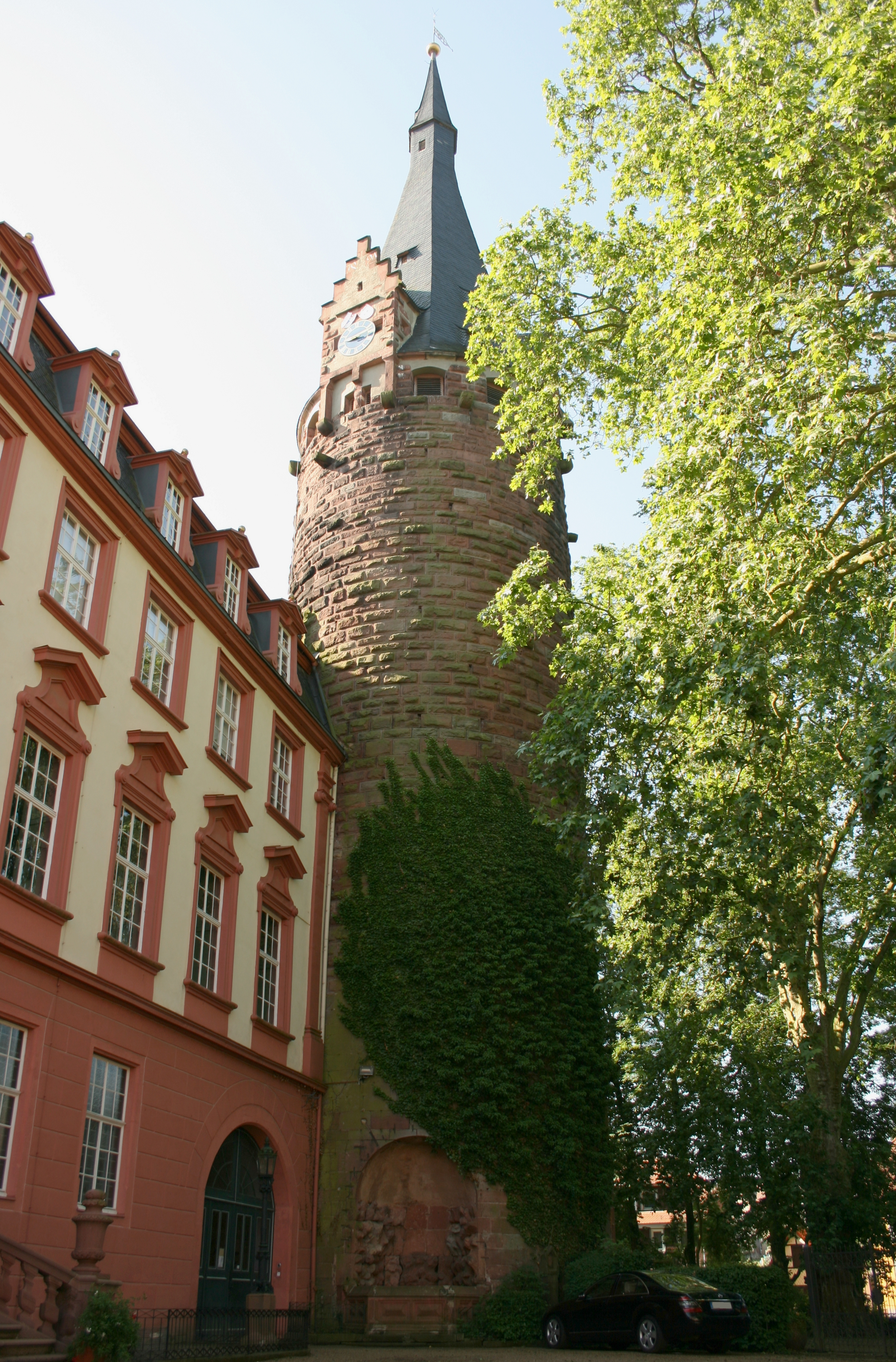
Ansicht des Bergfrieds und der Brunnennische von der Hofseite

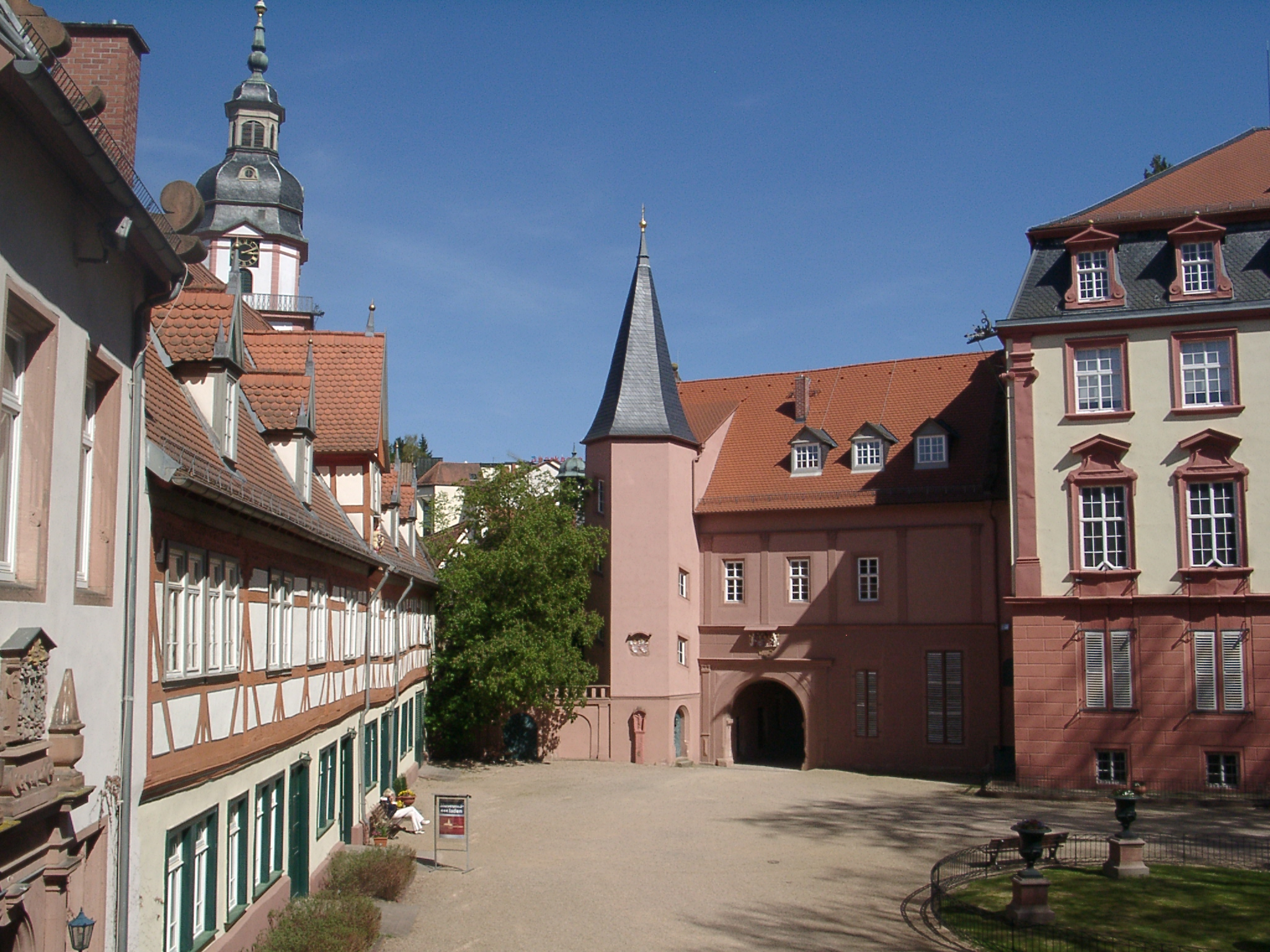
Blick im Burghof nach Osten auf den Archivbau

Älteste Zeugnisse von Gebäuden im Bereich des heutigen Erbacher Schlosses stammen aus dem 12. Jahrhundert, urkundlich erstmals erwähnt wurde die rund angelegte Wasserburg mit Mauer und Graben 1303. Die Herren von Erbach, als Bauherr vermutet wird Schenk Eberhard I. von Erbach, erbauten diese erste Burg auf einer Insel der Mümling. Um 1140 wurde dazu wohl der Baumeister Cementarius Wichmann mit deren Errichtung beauftragt. Wichmann hatte als Norddeutscher auch die Erfahrung im Bau von Niederungsburgen. Der Grund für den Bau könnten Sicherheitsaspekte vor dem Hintergrund eines zu dieser Zeit offenen Konfliktes sowohl mit den Vögten des Klosters Lorsch als auch mit den Pfalzgrafen bei Rhein gewesen sein. Der Bergfried und das Schloss stehen auf in den Untergrund gerammten Eichenpfählen, die Anzahl wird mit zwischen 8.000 und 20.000 angegeben. Die Grundmauern mit einer Dicke von 1,85 Metern bilden auch den Kern des neuen Schlosses. Etwa von 1500 bis 1530 wurde diese Burg in ein Renaissanceschloss umgebaut, so wie es auf einem Bild des Überfalls kroatischer Reiterei während des Dreißigjährigen Krieges am 23. Juni 1623 zu sehen ist, lediglich der Fachwerkaufbau kam in der Zwischenzeit noch hinzu. Auffallend ist, dass die noch vorhandenen Gräben und Mauern gegen Beschuss keine Schutzfunktion mehr haben konnten, weil der Bau in seiner Höhe weit über diese hinausragte und damit ein leichtes Ziel bot. Die Anlage wurde beschädigt, gleichwohl konnte der kroatische Überfall insgesamt abgewehrt werden.

### Bergfried
Der mächtige Bergfried (um 1200), mit Buckelquadern versehen, gehörte zur ursprünglichen Anlage, auch er steht auf einer Gründung aus Eichenpfählen. Seine Gesamthöhe beträgt 67 Meter, von denen 36 Meter gemauerter Turm sind, der Dachaufbau ist 31 Meter hoch. Die Brunnennische wurde 1579 eingefügt. Der Turm hat bis zum Dach neun Stockwerke, die Mauerstärke beträgt im unteren Teil im Durchschnitt 2,40 Meter, im oberen geht sie auf etwa zwei Meter zurück. Die Buckelquader haben teilweise Längen von 1,40 Metern bei einer Schichthöhe von 44 Zentimetern, sie sind teilweise bis vier Tonnen schwer. Noch bis zur Oberkante der Wehrplattform in einer Höhe von 36 Metern sind bis zu einer halben Tonne schwere Steine verbaut. Die ebenfalls hölzernen Zwischendecken liegen auf mächtigen Konsolen, teilweise über eine Tonne schwer. Ab einer Höhe von 12 Metern befinden sich zahlreiche Steinmetzzeichen, insgesamt wurden über 400 von 19 verschiedenen Meistern gefunden. Es können aber auch noch sehr viel mehr sein, weil die Fläche des Turmes erst zu 20 % darauf untersucht wurde. Die unteren vier Stockwerke (bis etwa 15 Meter Höhe) wurden beim Neubau des Schlosses 1736 als Treppenhaus umgebaut und dabei 5 Fenster eingesetzt.
Der gotische Turmhelm des Bergfrieds wurde 1497 aufgesetzt. Das Spitzdach ist in weitere sieben hölzerne Stockwerke unterteilt. 1747 und 1750 stürzten durch Stürme die Wetterfahne und der Turmknopf herab. 1993 wurde der Turm umfassend saniert und der Turmknopf erneuert.

### Nebengebäude
Der ehemalige Burghof ist von einer Reihe von Nebengebäuden umgeben. Gegenüber dem Hauptgebäude befinden sich (im Uhrzeigersinn) der Kanzleibau (1540, ehemals Kornhaus), der Damenbau, der Alte Bau (1550, ein zweigeschossiges Gebäude mit ehemaligen Stallungen und Fachwerkobergeschoss) und an der dem Marktplatz zugewandten Seite der Archivbau mit dem Torbogen (Bauinschriften von 1571 und 1593). Zwischen Torbogen und Altem Rathaus befindet sich ein neobarockes Pförtnerhäuschen. Kanzlei- und Damenbau wurden nach einem Großbrand 1894 auf den alten Grundmauern leicht verändert wieder aufgebaut. Der Archivbau hat einen Treppenturm mit sechseckigem Grundriss.

### Burgsiedlung (Städtel)
Nördlich der Kernburg in einem Bogen der Mümling ließen sich im Mittelalter niederadlige Burgmannen nieder. Im Umfeld der Straße Im Städtel, wo sich neben der evangelischen Stadtkirche zahlreiche ältere Fachwerkbauten befinden, sind Teile von drei Burgmannenhöfen erhalten:
- Das sogenannte Tempelhaus (Städtel 15a und 21)
- Die Habermannsburg (Städtel 26)
- Das Burgmannenhaus Pavey (Reibnitzsches Haus, Städtel 32).

Die Häuser schließen sich teilweise eng an das Burggelände an. Da sie zusammen mit diesem die Insel der Mümling einnahmen, erhielt die Siedlung, die den Kern der Stadt Erbach bildete, eine eigene Ringmauer. Sie bildete im 14. Jahrhundert eine eigenständige Burgmannensiedlung.

## Barockanlage

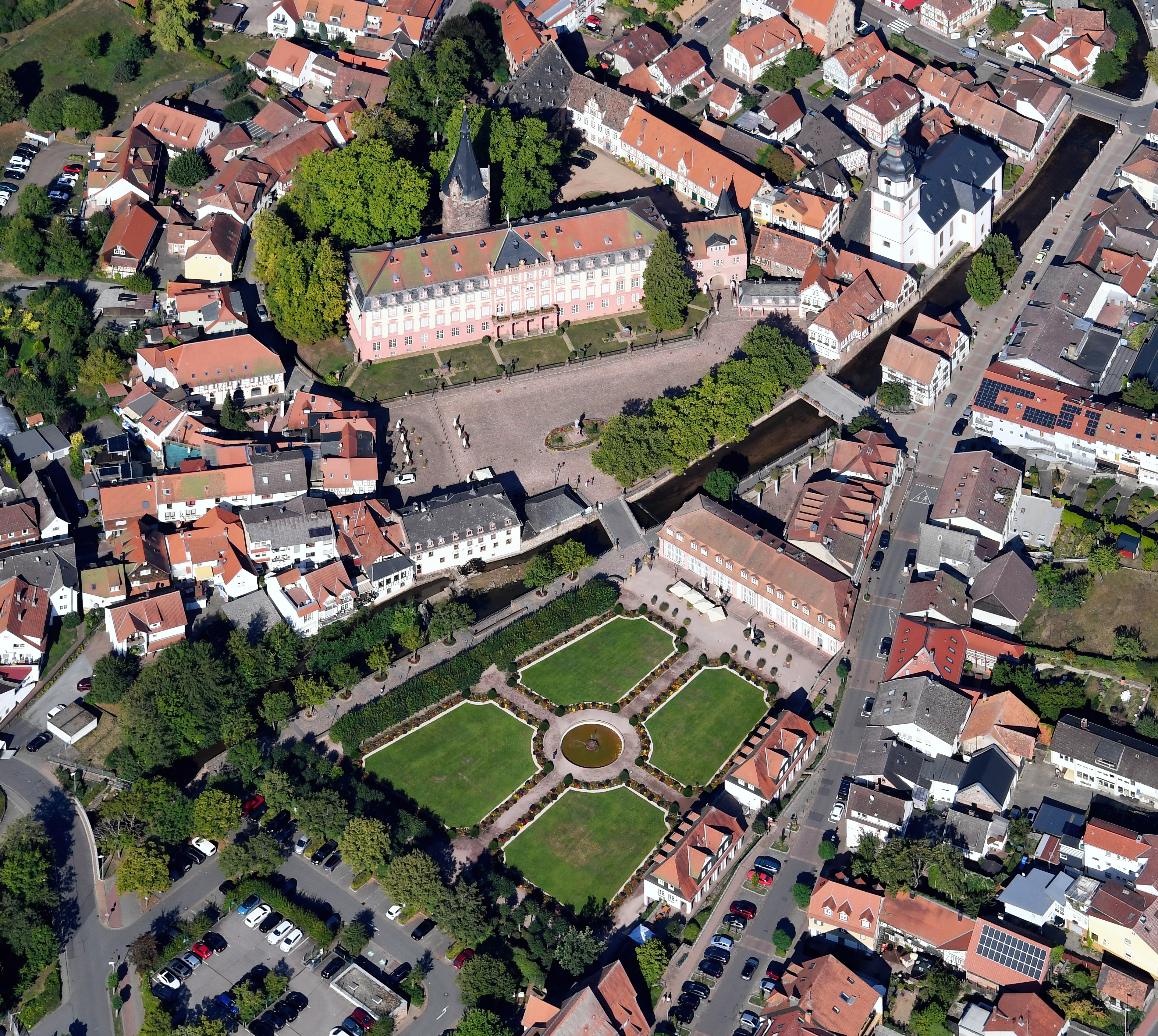
Schloss Erbach, Lustgarten und Orangerie aus der Vogelperspektive

Der Neubau des Schlosses begann ab 1736 durch Graf Georg Wilhelm zu Erbach-Erbach auf den Grundmauern der mittelalterlichen Burg. Die bis dahin nach wie vor vorhandenen Wasserläufe wurden zugeschüttet. Da das gräfliche Haus nicht über die entsprechenden Mittel verfügte, wurde von einer nach dem Vorbild des Saarbrücker Schlosses von Friedrich Joachim Stengel geplanten dreiflügeligen Anlage nur der Mittelteil verwirklicht. Erst 1902 wurde dem Schloss sein heutiges neobarockes Äußeres verliehen. Dazu zählen die Fensterumrandungen, das Schlossportal und der Balkon zum Marktplatz hin. Die Fassade besteht zum größten Teil nicht aus Sandstein, sondern aus entsprechend eingefärbtem Blech und Holz. Zum Schloss-Ensemble gehört auch die ebenfalls spätbarocke Orangerie mit dem Lustgarten.

## Sammlungen

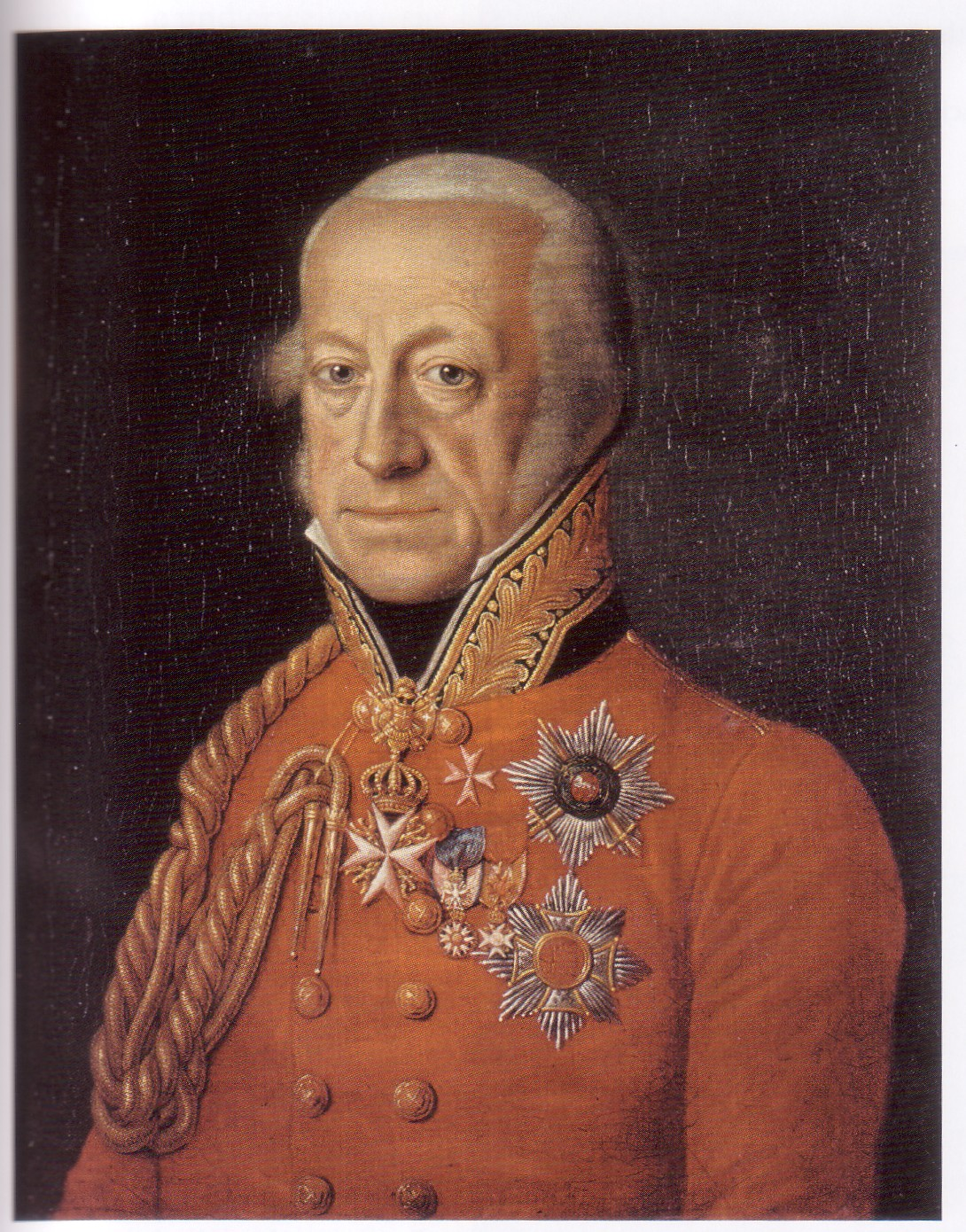
Franz I. Graf zu Erbach-Erbach (1754–1823), Antikensammler, Archäologe

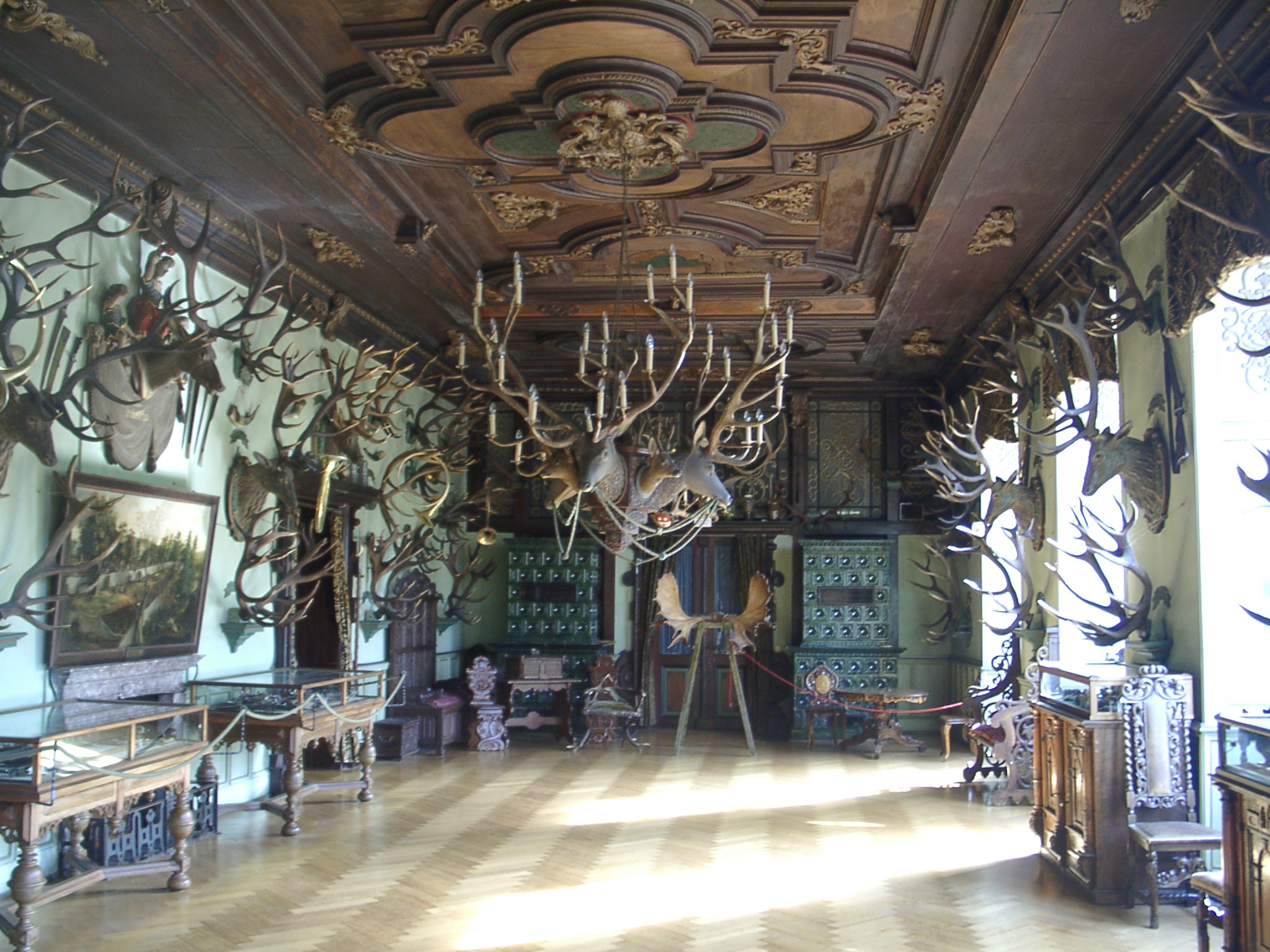
Die Hirschgalerie

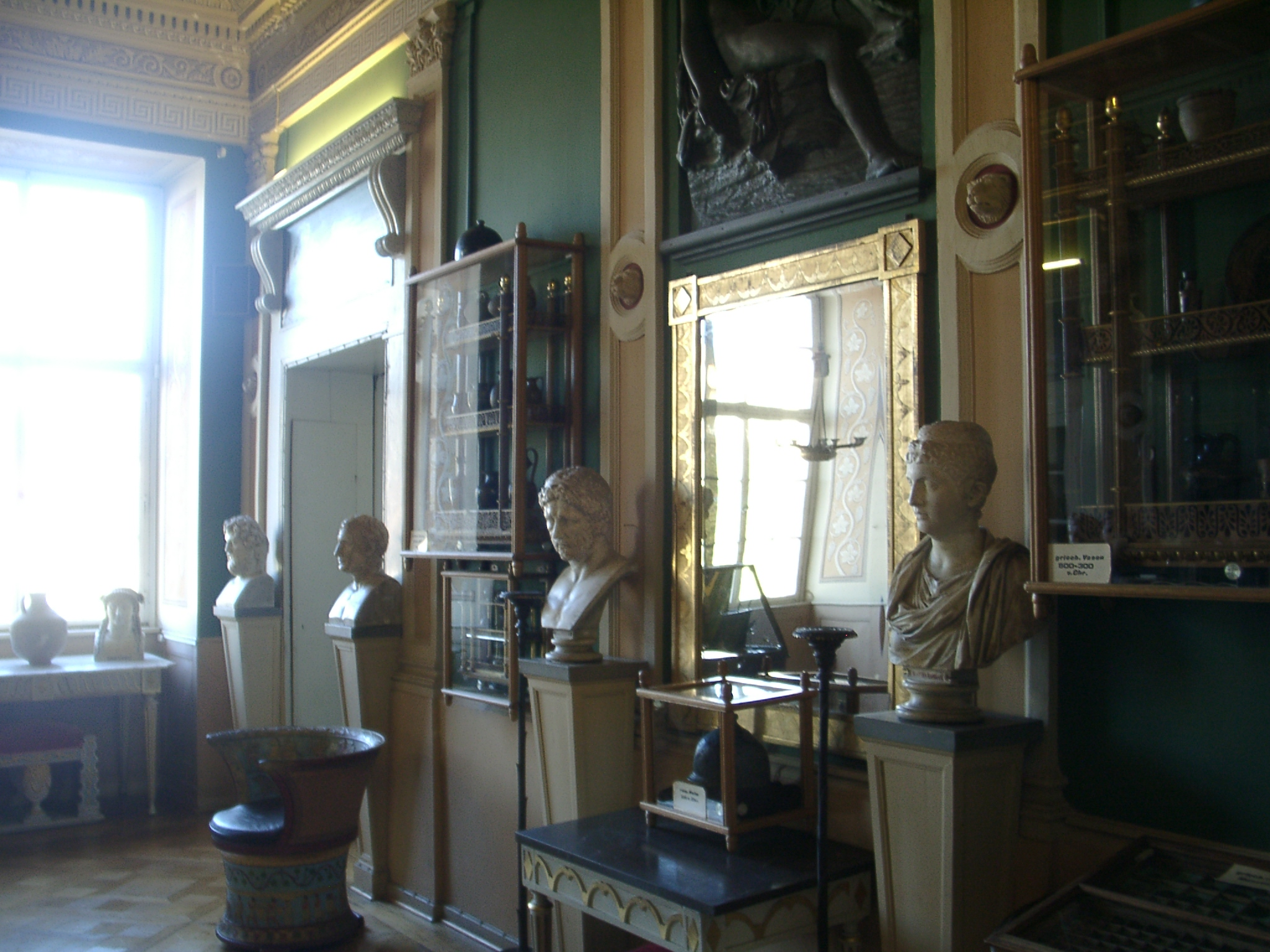
Ein Teil des römischen Antikenzimmers, in der Mitte die Vitrine mit dem Helm, der aus der Schlacht von Cannae stammen soll

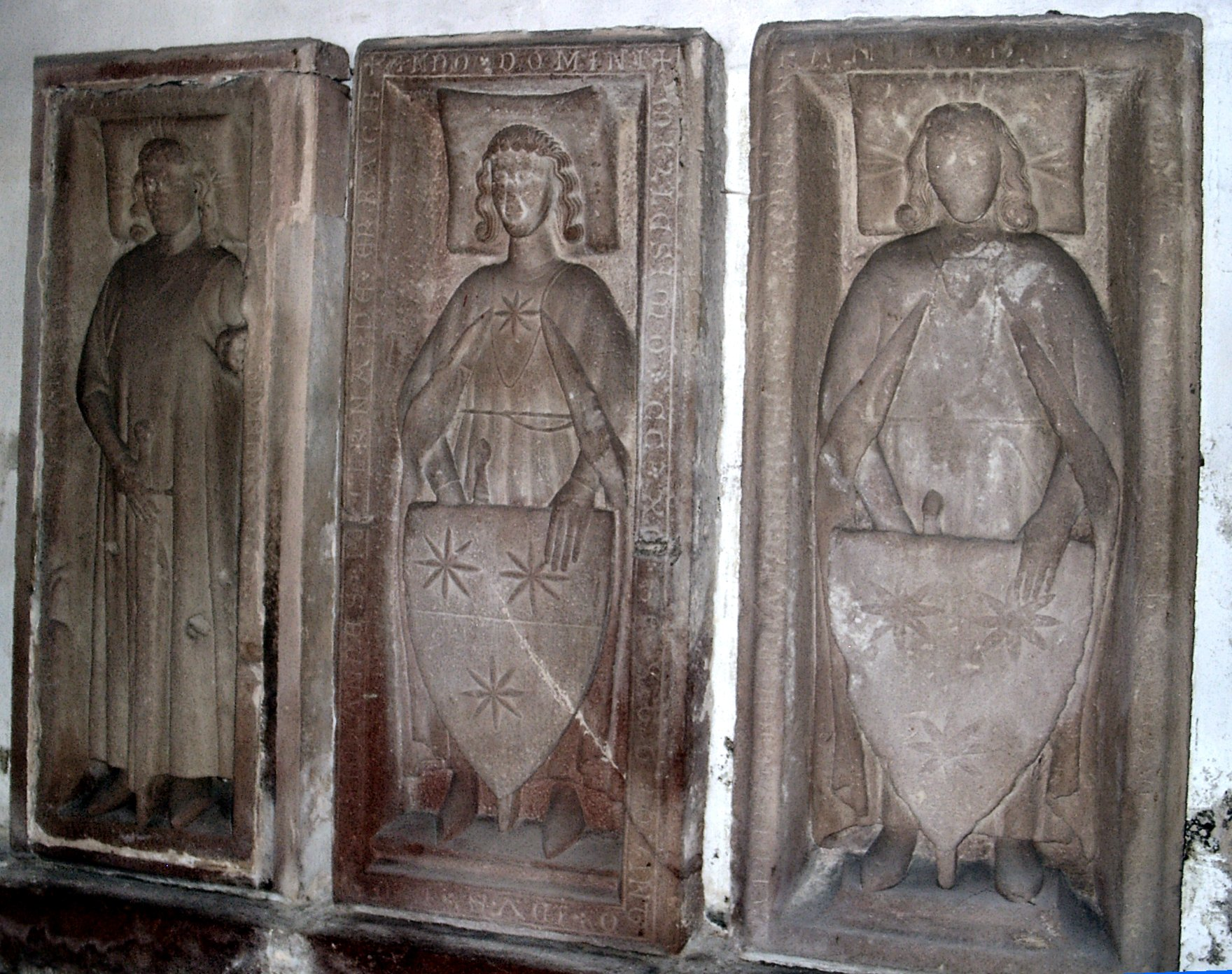
Drei der in der Einhardsbasilika aufgefundenen Grabmäler

Mit den gräflichen Sammlungen des Schlosses Erbach hat sich fast unverändert die umfangreiche Antikensammlung des Altertumsliebhabers und Sammlers Graf Franz I. zu Erbach-Erbach (1754–1823) so erhalten, wie er sie nach seinem und dem Verständnis der damaligen Zeit ordnete. Dieser „Kosmos“ ist in seiner Authentizität nahezu einmalig und ist nur mit dem Antiquarium der Münchner Residenz zu vergleichen. Franz I. verfasste umfangreiche Kataloge, in denen er seine Sammlungen beschrieb und ordnete. Sie bestehen aus einer Antiken- und Mittelaltersammlung sowie einer natur- und jagdkundlichen Sammlung. Diese sind in verschiedenen dafür hergerichteten früh-historistischen Räumen und Raumfolgen des Schlosses aufgestellt:
- römische und griechische Zimmer enthalten originale, antike Büsten berühmter Männer der Antike und weitere archäologische Gegenstände, sowohl aus Italien (Tivoli, Herculaneum), darunter auch eine von drei weltweit erhaltenen antiken Porträtbüsten Alexander des Großen und den sog. Helm von Cannae, einen korinthischen Helm aus Olympia als auch aus der heimischen Vor- und Frühgeschichte.[7]
- Im Rittersaal befinden sich die Waffensammlung aus Mittelalter und früher Neuzeit, mittelalterliche Glasmalerei sowie der Schenkenbecher des Mainzer Kurfürsten Dietrich Schenk von Erbach, eingestuft als national wertvolles Kulturgut nach dem Kulturgutschutzgesetz,
- Die Gewehrkammer zeigt die Entwicklung der Handfeuerwaffen.
- Die Hirschgalerie – ein Prunksaal, der in seiner heutigen Gestalt 1864 entstand – und der Treppenaufgang zeigen die bedeutendste europäische Sammlung kolossaler, abnormer Geweihe.[8] Die Decke der Hirschgalerie (ca. 1685) wurde aus dem Prämonstratenserkloster Rot an der Rot dorthin verlegt.

Nach dem Tod des Grafen Franz I. kümmerte sich sein Enkel Eberhard XV. (1818–1884) intensiv um die Sammlungen seines Großvaters. Auf ihn geht ein Generalkatalog zurück, der alle Sammlungsbestände erfasst. Graf Eberhard hat eigene Sammlungen mit den Schwerpunkten Möbel und Kunsthandwerk aufgebaut. Diese sind in den Salons des Schlosses erhalten.
Aus der Einhardsbasilika in Steinbach wurden von 1773 und 1785 verschiedene Familiengrabmäler in die dem Heiligen Nikolaus geweihten Schlosskapelle verlegt. Es sind in der Kapelle aber keine Verstorbenen beigesetzt; die in der Basilika aufgefundenen Gebeine wurden wie die der anderen Familienmitglieder in die gräfliche Gruft der Stadtkirche zu Michelstadt überführt.
- Im Schloss Erbach befindet sich auch das Hausarchiv des Grafen zu Erbach-Erbach und von Wartenberg-Roth. Es wird ehrenamtlich verwaltet und kann auf Anfrage benutzt werden. Das „Gräflich Erbachische Gesamthausarchiv in Erbach“ wurde 1932 als Depositum dem Staatsarchiv Darmstadt übergeben, wo es im Zweiten Weltkrieg im Jahr 1944 restlos verbrannte, ausgenommen eines kleinen in Erbach verbliebenen Teils. Der Restbestand des Gesamthausarchivs umfasst Personalakten seit um 1650, hauptsächlich betreffend die Linie Erbach-Erbach, ausgenommen die des Grafen Franz (* 1754; † 1823), die bereits 1893 einem Brand zum Opfer fielen, zahlreiche Korrespondenzen, insbesondere des Grafen Eberhard (* 1818; † 1884). Die meisten Urkunden des Gesamthausarchivs sind in D. Schneider, Erbacher Historie, 1736, und im Urkundenbuch zu G. Simons Geschichte der Dynasten und Grafen zu Erbach und ihres Landes, 1858, abgedruckt. Zusammen mit dem während des Zweiten Weltkrieges nach Erbach verbrachten Archiv des Schlosses Roth in Oberschwaben, ehemals den Grafen zu Wartenberg gehörig, waren die Archivalien 1974 noch im Ordnungsverfahren.[9]
- Der Schöllenbacher Altar aus dem Jahr 1515 ist in der Schlosskapelle, der Hubertus-Kapelle, ausgestellt. Er befand sich ursprünglich in der Wallfahrtskirche in Schöllenbach. 1872 wurde er durch den Grafen von Erbach erworben und in die Kunstsammlung im Erbacher Schloss integriert.[10]

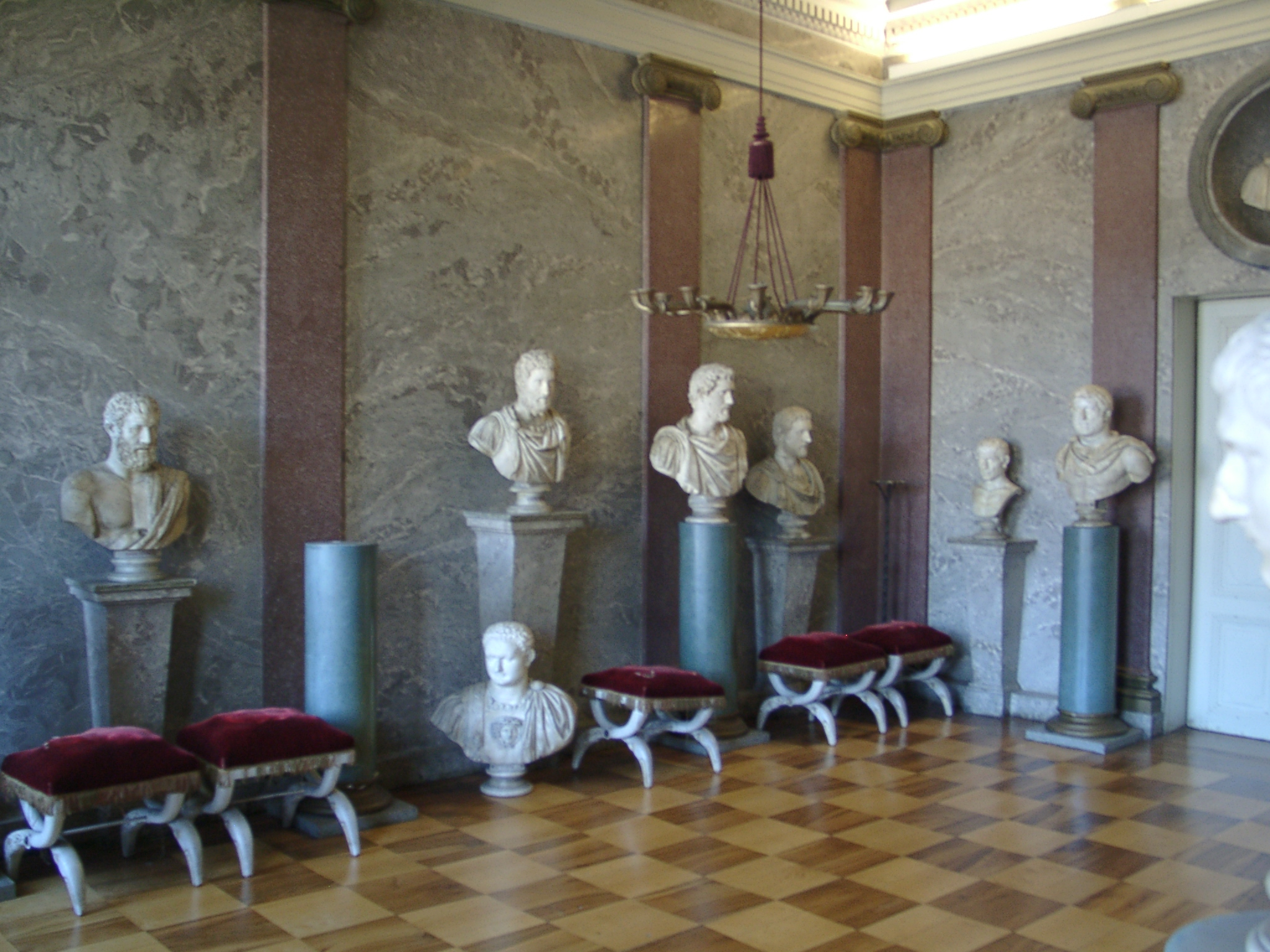
Antikensammlung
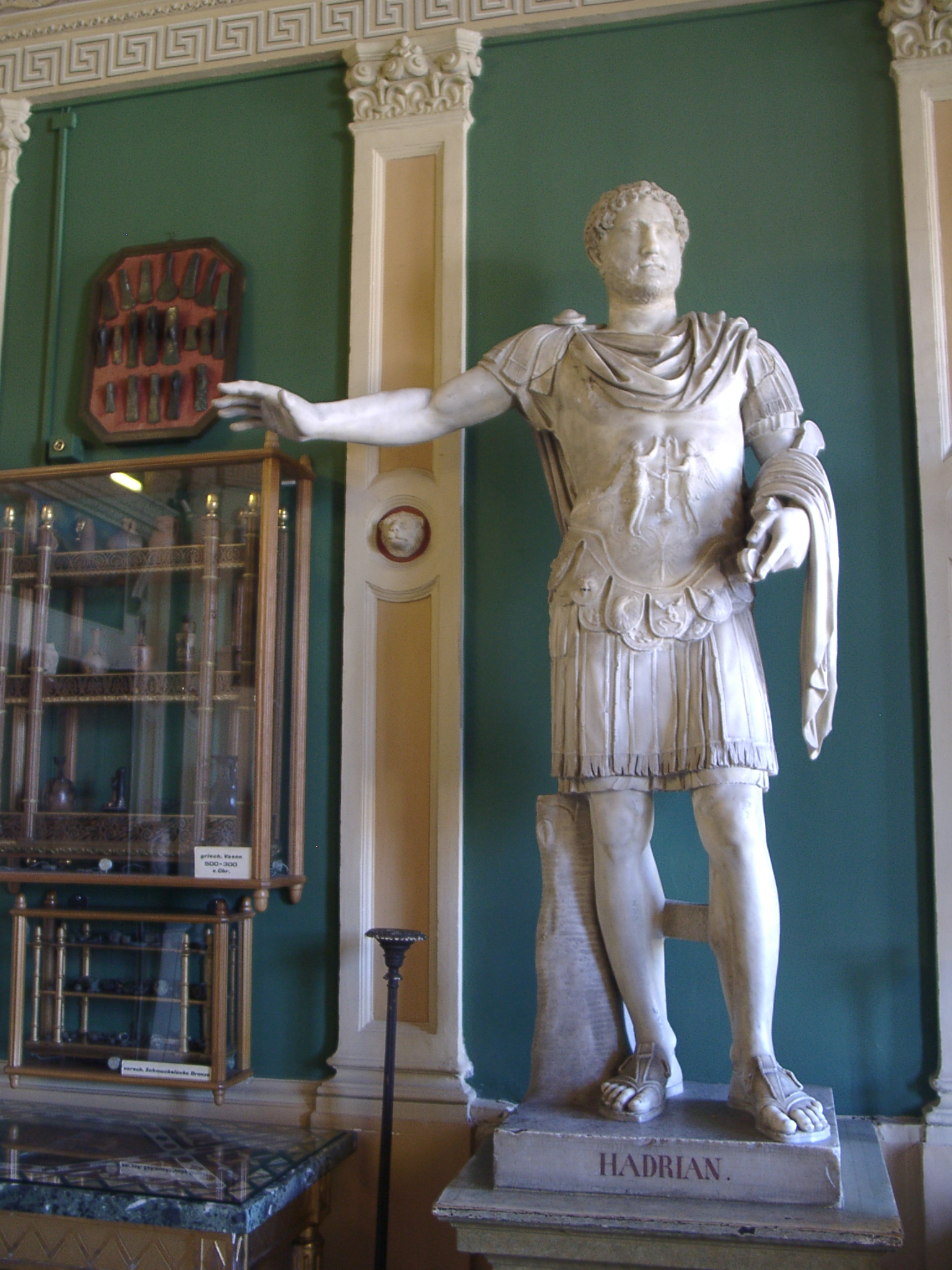
Statue Kaiser Hadrian
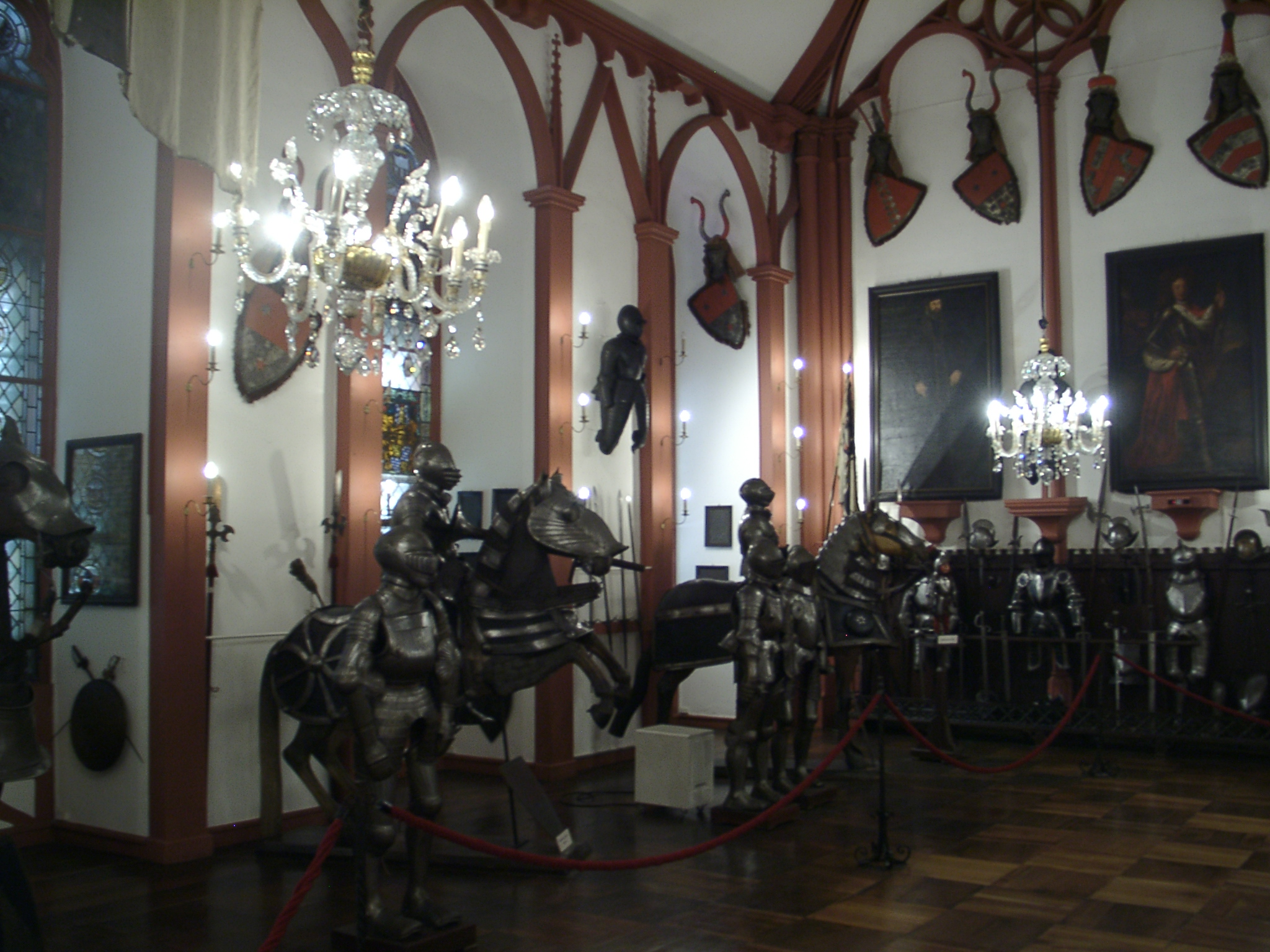
Rüstungssammlung
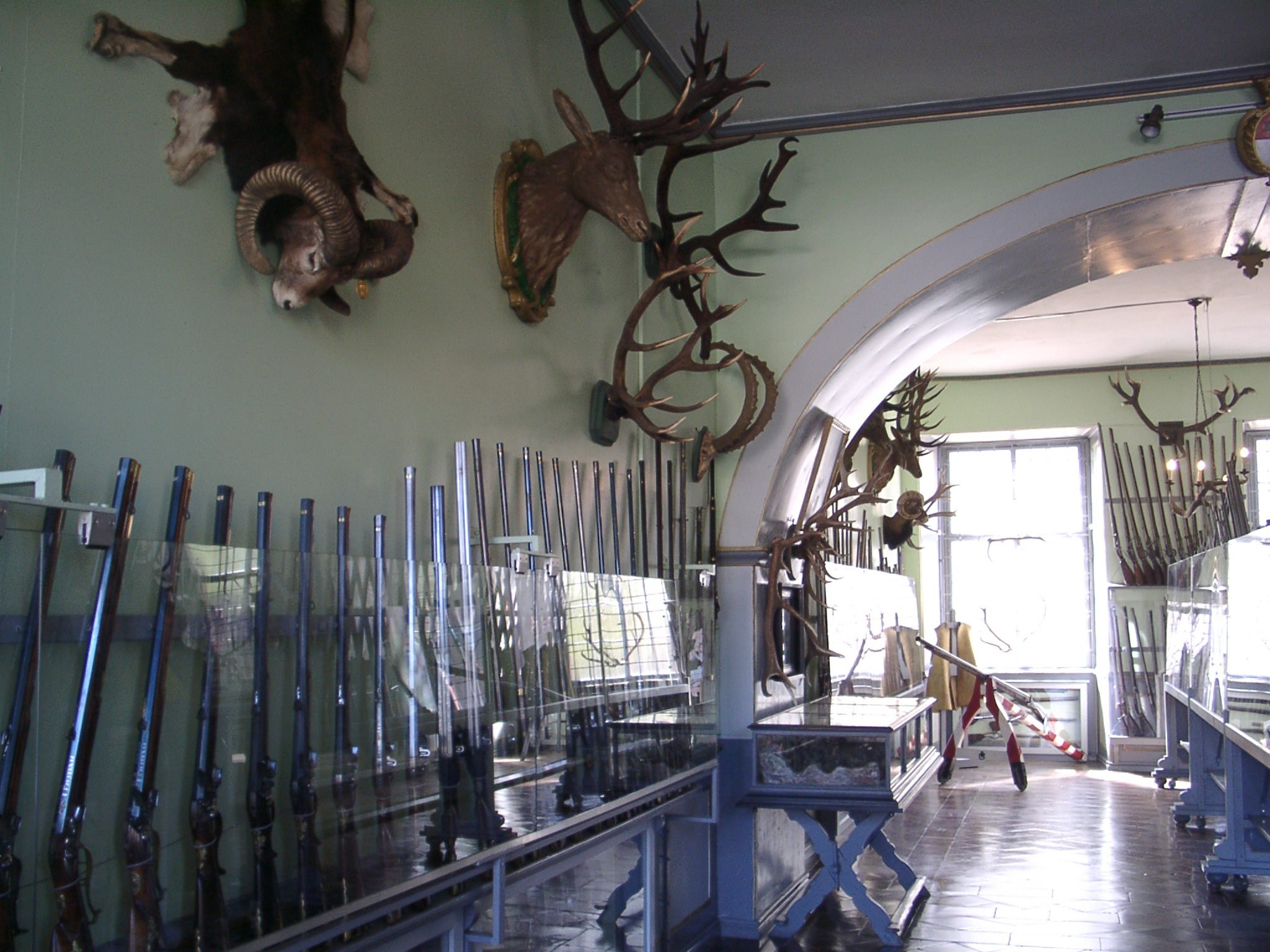
Waffensammlung

## Übernahme durch das Land
Im Jahre 2005 kaufte das Land Hessen für 13 Millionen Euro den größten Teil der Sammlungen und einen erheblichen Teil des Schlosses von der Familie Erbach-Erbach. Das Schloss wurde dabei nach dem Wohnungseigentumsgesetz rechtlich geteilt. Der obere Stock dient der Familie Erbach-Erbach nach wie vor als Wohnung. Das Land Hessen verwaltet seinen Anteil an Schloss und Sammlungen durch die Staatlichen Schlösser und Gärten Hessen.
Im Jahr 2016 wurde das Deutsche Elfenbeinmuseum, das sich zuvor in Trägerschaft der Stadt Erbach in der städtischen Werner-Borchers-Halle befand, vom Land Hessen erworben und mit einem neuen Ausstellungskonzept im Schlossgebäude angesiedelt.

## Literatur

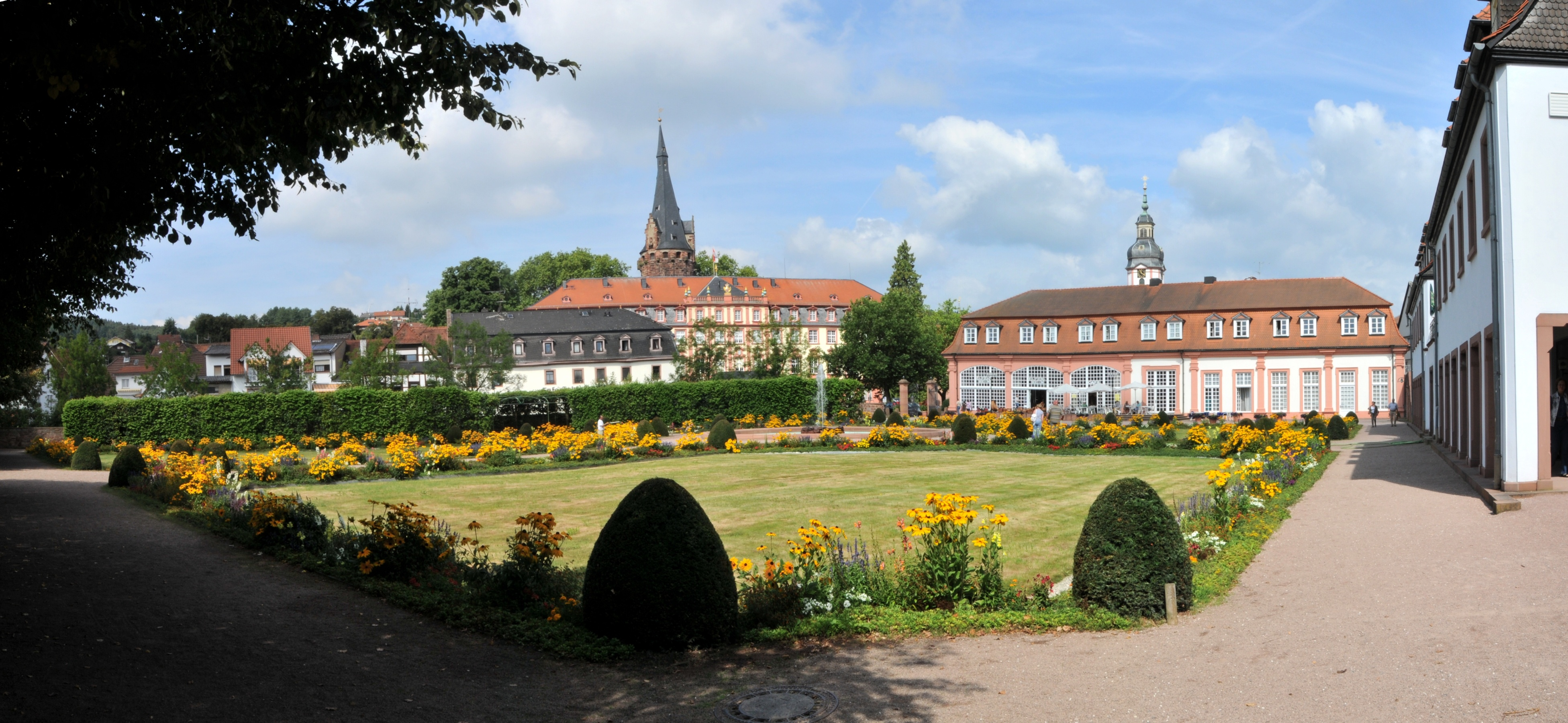
Lustgarten mit Orangerie und Schloss im Hintergrund